# Anselmo Fuerte
Anselmo Fuerte (27 januari 1962) is een voormalig Spaans wielrenner.

## Levensloop en carrière
Fuerte werd beroepswielrenner in 1985 en reed onder meer bij ONCE, waar hij een belangrijke helper van Marino Lejarreta was. Hij eindigde tweemaal derde in de Ronde van Spanje en eenmaal achtste in de Ronde van Frankrijk. In 1993 stopte hij als wielrenner.

## Resultaten in voornaamste wedstrijden
| Jaar | Ronde van Italië | Ronde van Frankrijk | Ronde van Spanje |
| ---- | ---------------- | ------------------- | ---------------- |
| 1985 | opgave           | 109e                |                  |
| 1986 |                  | 31e                 | 9e               |
| 1987 |                  | 8e                  | 7e               |
| 1988 |                  | opgave              | ↑                |
| 1989 |                  | 26e                 | opgave           |
| 1990 |                  | 24e                 | ↑                |
| 1991 |                  | 37e                 |                  |
| 1992 | 42e              |                     | opgave           |
| 1993 |                  |                     | 45e              |